# 亚当·奥克鲁阿什维利
亚当·奥克鲁阿什维利（1989年1月1日—），格鲁吉亚男子柔道运动员，2013年世界柔道锦标赛男子团体金牌得主、2014年世界柔道锦标赛男子团体铜牌得主、2015年世界柔道锦标赛男子100公斤以上级和男子团体铜牌得主。